# Campylandra wattii
Campylandra wattii är en sparrisväxtart som beskrevs av Charles Baron Clarke. Campylandra wattii ingår i släktet Campylandra och familjen sparrisväxter. Inga underarter finns listade i Catalogue of Life.